# Liste der Biografien/Asl
Liste der Biografien |
Portal Biografien |
Personensuche
# |
A |
B |
C |
D |
E |
F |
G |
H |
I |
J |
K |
L |
M |
N |
O |
P |
Q |
R |
S |
T |
U |
V |
W |
X |
Y |
Z |
?
 
Aa |
Ab |
Ac |
Ad |
Ae |
Af |
Ag |
Ah |
Ai |
Aj |
Ak |
Al |
Am |
An |
Ao |
Ap |
Aq |
Ar |
As |
At |
Au |
Av |
Aw |
Ax |
Ay |
Az
 
Asa |
Asb |
Asc |
Asd |
Ase |
Asf |
Asg |
Ash |
Asi |
Asj |
Ask |
Asl |
Asm |
Asn |
Aso |
Asp |
Asq |
Asr |
Ass |
Ast |
Asu |
Asv |
Asw |
Asy |
Asz
Die Liste der Biografien führt alle Personen auf, die in der deutschsprachigen Wikipedia einen Artikel haben. Dieses ist eine Teilliste mit 78 Einträgen von Personen, deren Namen mit den Buchstaben „Asl“ beginnt.

## Asl

### Asla
- Aslachanow, Aslambek Achmedowitsch (1942–2024), russischer Politiker und Staatsmann
- Aslak Bolt, norwegischer Erzbischof
- Aslaksen, Elias (1888–1976), norwegischer Prediger und Missionar
- Aslam, Atif (* 1983), pakistanischer Popsänger
- Aslam, Muhammad (1922–2019), pakistanischer Sprinter
- Aslam, Nadeem (* 1966), pakistanisch-britischer Schriftsteller
- Aslam, Tayyab (* 1996), pakistanischer Squashspieler
- Aslamasjan, Jeranuhi (1910–1998), armenisch-russische Malerin und Grafikerin
- Aslamasjan, Mariam (1907–2006), armenisch-russische Malerin und Grafikerin
- Aslamasjan, Sergej (1897–1978), sowjetischer Violoncellist und Musikpädagoge armenischer Herkunft
- Aslamowa, Darja Michailowna (* 1969), sowjetische bzw. russische Journalistin
- Aslan, Ahmet, kurdischer Musiker
- Aslan, Ahmet (* 2001), türkischer Fußballspieler
- Aslan, Ali (* 1972), internationaler TV-Moderator, Journalist und Politikwissenschaftler
- Aslan, Ana (1897–1988), rumänische Ärztin und GerontologinAna Aslan (1897–1988)

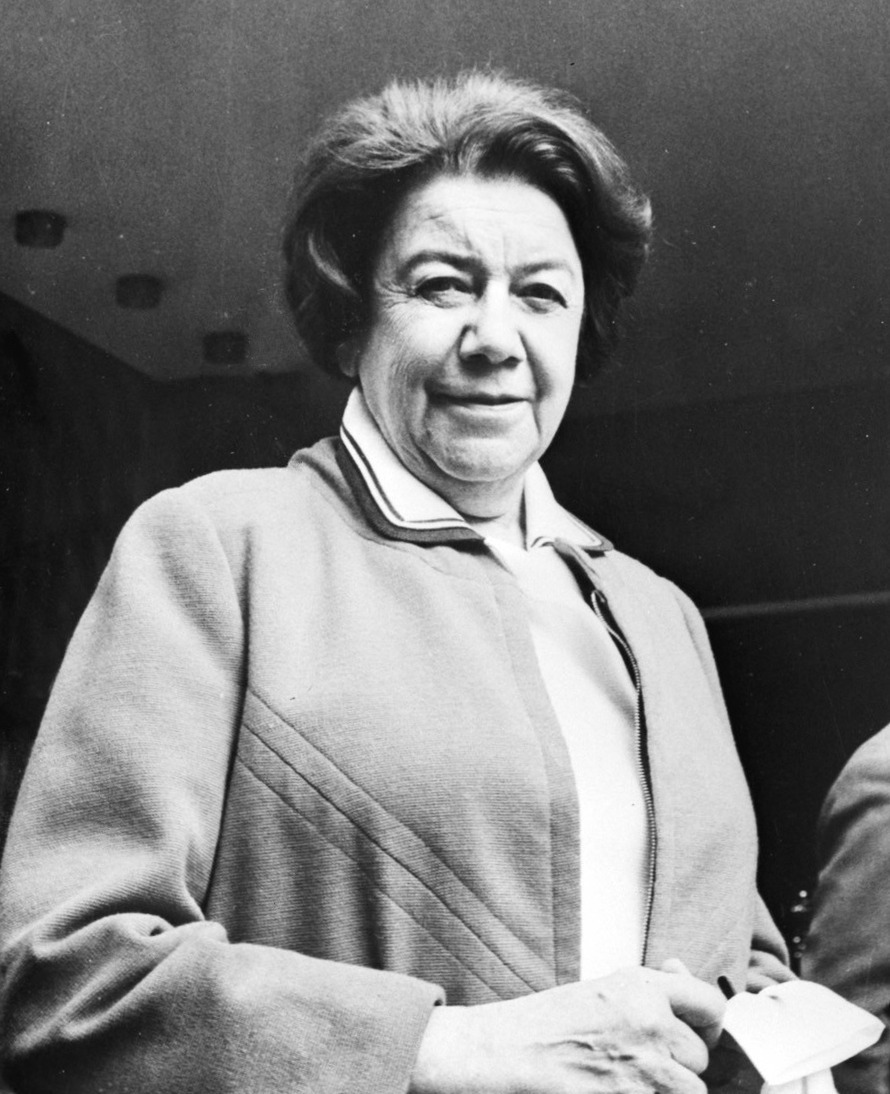
Ana Aslan (1897–1988)

- Aslan, Aslan (* 1990), deutscher Schauspieler
- Aslan, Aygül Berîvan (* 1981), österreichische Politikwissenschaftlerin, Juristin und Politikerin (Grüne), Abgeordnete zum Nationalrat
- Aslan, Beyzanur (* 2001), aserbaidschanisch-türkische Fußballspielerin
- Aslan, Çiğdem (* 1980), Musikerin mit alevitisch-kurdischen Wurzeln
- Aslan, Deniz (* 1989), niederländisch-türkischer Fußballspieler
- Aslan, Didier (1893–1978), armenisch-österreichischer Theater- und Stummfilmschauspieler
- Aslan, Ednan (* 1959), österreichisch-türkischer Religionspädagoge
- Aslan, Ercüment (* 1976), türkischer Boxer
- Aslan, Erhan (* 1992), türkischer Fußballtorhüter
- Aslan, Grégoire (1908–1982), französischer Schauspieler
- Aslan, Kemal (* 1981), türkischer Fußballspieler
- Aslan, Mete (* 1944), türkischer Politiker
- Aslan, Metin (* 1978), österreichischer Fußballspieler türkischer Abstammung
- Aslan, Mikail (* 1972), kurdischer Zaza-Sänger
- Aslan, Müslüm (* 1974), türkisch-kurdischer Dichter
- Aslan, Nuri (* 1969), türkischer Politiker (CHP)Nuri Aslan (* 1969)

Nuri Aslan (* 1969)

- Aslan, Osman (1954–2021), türkischer Politiker (FP, AKP)
- Aslan, Raoul (1886–1958), osmanisch-österreichischer Schauspieler und TheaterintendantRaoul Aslan (1886–1958)

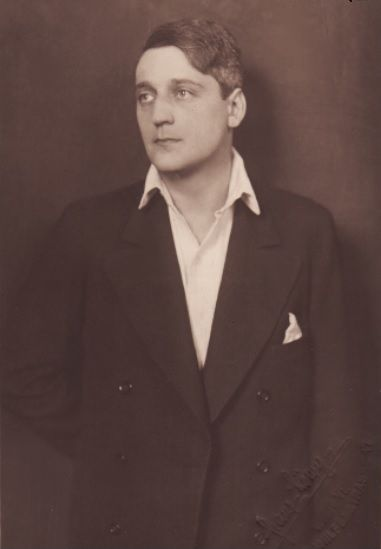
Raoul Aslan (1886–1958)

- Aslan, Reza (* 1972), iranisch-amerikanischer Islamwissenschaftler und Buchautor
- Aslan, Serkan (* 1980), türkischer Fußballspieler
- Aslanalp, Damla (* 1990), türkische Schauspielerin
- Aslanapa, Oktay (1914–2013), türkischer Kunsthistoriker
- AslanBeatz (* 1981), deutscher Musikproduzent
- Åsland, Therese Sessy (* 1995), norwegische Fußballspielerin
- Aslandogdu, Lily-Rose (* 2003), britische Schauspielerin
- Aslangil, Nazım (* 1911), türkischer Skirennläufer
- Aslanhan, Ayetullah (* 2001), türkischer Langstreckenläufer
- Aslani, Faramarz (1945–2024), iranischer Singer-Songwriter, Gitarrist und Produzent
- Aslani, Farhad (* 1966), iranischer Schauspieler
- Aslanian, Sebouh David, US-amerikanischer Historiker
- Aslanidou, Melina (* 1974), griechische Sängerin
- Aslanjan, Samwel Owikowitsch (* 1986), russischer Handballspieler
- Aslanoğlu, Murat (* 1972), deutscher Muslim
- Aslanov, Aslan (* 1951), aserbaidschanischer Journalist
- Aslanov, Fuad (* 1983), aserbaidschanischer Boxer
- Aslanov, Təvəkkül (* 1973), aserbaidschanischer Koch und Webvideoproduzent
- Aslanov, Vüqar (* 1964), deutschsprachiger Schriftsteller
- Aslanow, Hasi (1910–1945), sowjetisch-aserbaidschanischer Panzerkommandant, Generalmajor der sowjetischen Armee und „Held der Sowjetunion“
- Aslantaş, Hakan (* 1985), deutsch-türkischer Fußballspieler
- Aslanyan, Norair (* 1991), niederländisch-armenischer Fußballspieler
- Áslaug Arna Sigurbjörnsdóttir (* 1990), isländische Politikerin (Unabhängigkeitspartei), Justizministerin
- Áslaug Munda Gunnlaugsdóttir (* 2001), isländische Fußballspielerin

### Asli
- Asli, Haseri (* 1974), bruneiischer Sprinter
- Åslid, Flore Singer (1972–2016), norwegische Sozialanthropologin
- Aslım, Aylin (* 1976), türkische Pop-Rocksängerin
- Aslin, John (1940–1999), britischer Radrennfahrer
- Åslin, Peter (1962–2012), schwedischer Eishockeytorwart
- Aslıyüksek, Ersel (* 1993), türkischer Fußballspieler

### Asll
- Asllani, Fisnik (* 2002), deutsch-kosovarischer FußballspielerFisnik Asllani (* 2002)

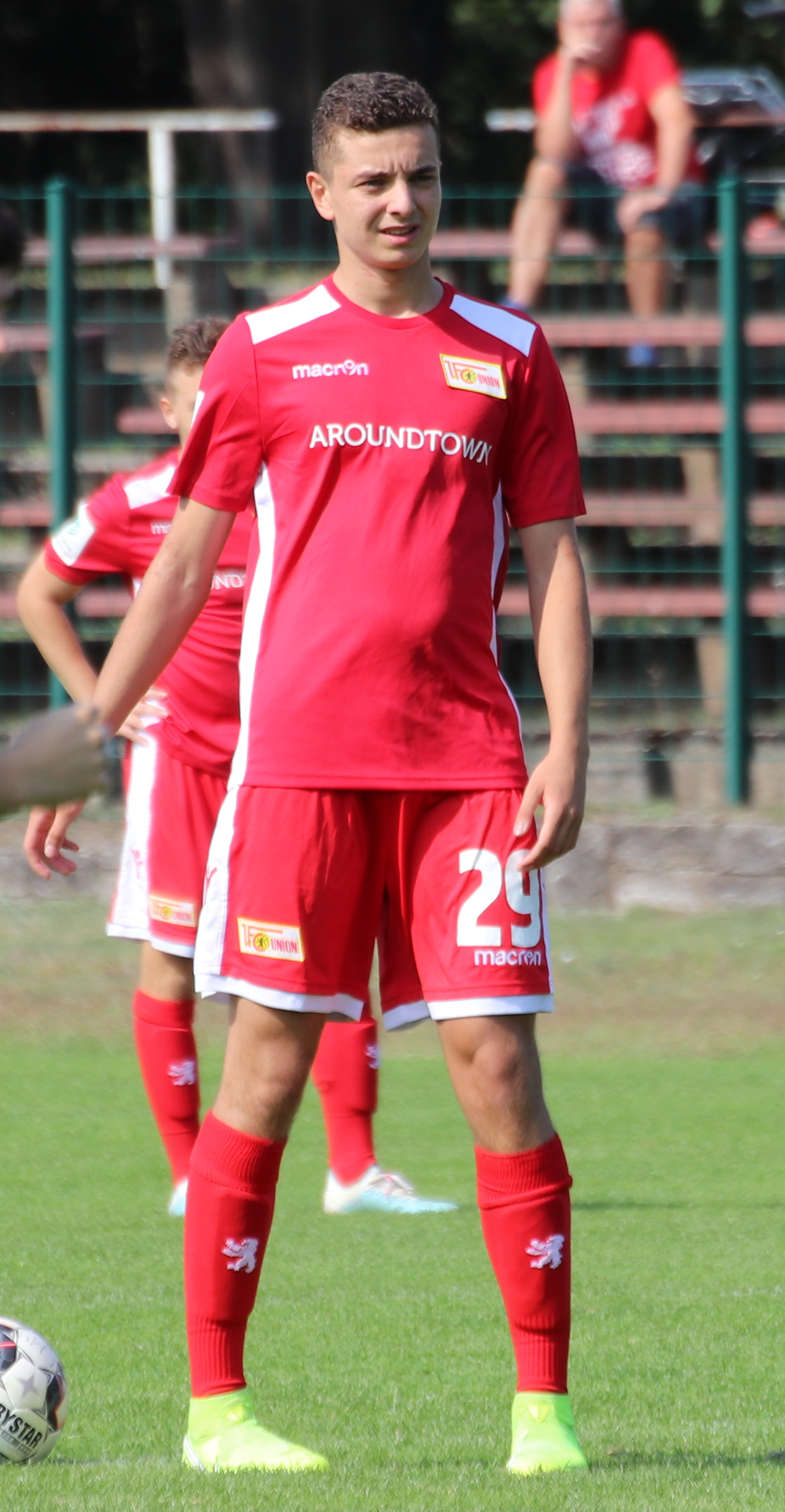
Fisnik Asllani (* 2002)

- Asllani, Kosovare (* 1989), schwedische Fußballspielerin
- Asllani, Kristjan (* 2002), albanisch-italienischer Fußballspieler
- Asllani, Muho (* 1937), albanischer kommunistischer Politiker
- Asllani, Sokolin, albanischer Opernsänger (Bariton)

### Aslo
- Asloum, Brahim (* 1979), französischer Boxer
- Asloum, Rédouane (* 1981), französischer Boxer

### Aslu
- Åslund, Anders (* 1952), schwedischer Wirtschaftswissenschaftler
- Åslund, Anders (* 1956), schwedischer Fußballspieler
- Åslund, Lars-Göran (* 1945), schwedischer Skilangläufer
- Åslund, Martin (* 1976), schwedischer Fußballspieler
- Åslund, Per (* 1986), schwedischer Eishockeyspieler
- Åslund, Peter (* 1967), schwedischer Automobilrennfahrer
- Åslund, Sanny (* 1952), schwedischer Fußballspieler, -trainer, -manager und Eishockeyspieler

### Asly
- Åsly, Per Fredrik (* 1986), norwegischer Schauspieler, Sänger und Songwriter